# Rainer Ballin
Rainer Ballin (* 6. Juni 1959 in Barsinghausen; † 22. Juni 2022) war ein deutscher Journalist, Radiomoderator und Agenturinhaber.

## Leben
Nach dem Abitur absolvierte Rainer Ballin eine Lehre als Verkäufer von Herren-Konfektion und bestand die Ausbilder-Eignungsprüfung für Einzelhändler. Danach begann er, in Göttingen Betriebswirtschaft und dann Sozialwissenschaften zu studieren. 1984 schloss er das Studium mit der Diplomarbeit über musikalische Fernsehunterhaltung in Deutschland mit dem Titel „Vom Beatclub zum Musikladen“ ab. Danach zog er nach München und arbeitete bei Radio 89 in Unterföhring als freier Journalist und Moderator. Er wechselte zum Bayerischen Fernsehen in die Redaktion Show, Spiel und Unterhaltung, wo er unter der Leitung von Jochen Filser als freier Redakteur bei den Produktionen „Sketchup“ mit Diether Krebs und Iris Berben, „Dingsda“ mit Fritz Egner und „Vier gegen Willi“ mit Mike Krüger und „Herzblatt“ mit Rudi Carrell tätig war.
1990 ging Ballin als Moderator zum neu gegründeten Sender Antenne Niedersachsen. Als Gesellschaftsredakteur produzierte er zahlreiche Sendungen wie den „Antenne Kaffeeklatsch“. Für Sendungen über die Verleihung des Bambi, der Goldenen Kamera, des Telestar  und vom Internationalen Filmfest in Cannes, die Goldene Rose in Montreux machte er Interviews mit Stars. Von 1984 bis heute hat Rainer Ballin über 2000 Interviews mit Prominenten geführt. 1999 wechselte Rainer Ballin von „Hitradio Antenne Niedersachsen“ zu NDR 1 Niedersachsen, wo er bis 2013 als Moderator im Tagesprogramm arbeitete. 2016/2017 war er freier Moderator und Produzent bei Radio Hannover. Dort produzierte und moderierte er die wöchentliche Radio-Partnersuche „Singles in the City“.

## Agentur
1986 gründete Ballin mit drei Kollegen die Agentur „Hotline-Media“. Von München aus belieferte sein Team die ARD und zahlreiche private Radiosender mit Interviews von Stars und Starportraits. Für Fernsehshows wie Bio’s Bahnhof u. a. vermittelte er Interview-Partner oder produzierte Sendungen über Kurioses wie z. B. Deutschlands erstes Drogenschwein. Beim Start des Musiksenders MTV Europe vermittelte Rainer Ballin den ersten deutschen Video-Jockey von MTV, Al Munteanu. Zahlreiche noch bestehende Radio-Formate wurden von Hotline-Media und Al Munteanu entwickelt, wie z. B. „Hollywood Affairs“. Aus der Agentur Hotline-Media in München ist im Jahre 2000 die „Media-Farm“ in Auetal entstanden, mit der Rainer Ballin als Berater und Veranstalter in den Bereichen Pressearbeit, Marketing, PR und Event-Organisation tätig ist. Es folgte 2011 die Agentur „rb-entertainment“, mit der Ballin Künstlermanagement und Tournee-Organisation betrieb. 2017 wurde diese Agentur eingestellt.

## Weitere Unternehmungen
Von Juni 2008 bis 2010 war Rainer Ballin auch als Gastwirt tätig und führte einen Eventgasthof in der Nähe von Rinteln. Von 2011 bis 2015 betrieb Rainer Ballin ein Veranstaltungszentrum in Barsinghausen: Die Kuh-Bar und das Muuh!, mit einer Diskothek, der Kuh-Bar und dem Muuh!-Theater. Ab Mai 2017 arbeitete Ballin als selbstständiger Handelsvertreter 34C als Immobilienmakler IHK für die LBS Immobilien GmbH Nordwest und beendete seine Agenturtätigkeit. Gelegentlich war er noch als Radiomoderator zu hören.

## Werke
Ballin produzierte Musik-CDs, etwa mit der Gruppe Bruderherz. Außerdem veröffentlichte er ein Buch:
- (mit Co-Autor Rudi Carrell): Stars am laufenden Band- berühmt zu werden ist nicht schwer (Ja-Ja Buchverlag, 2001, ISBN 3-9808067-0-7).